# Kristjan L. Kristjansen
Kristjan Ludvig Kristjansen (født 15. november 1884 i Kvívík, død 31. december 1954) var et færøsk postbud og politiker (SF). Han var kommunalbestyrelsesmedlem og borgmester i Kvívíkar kommuna i mange år, og indvalgt i Lagtinget fra Norðurstreymoy 1928–1932.